# Wasa (Sprache)
Wasa (auch Wasaw, Wassa) ist die Akan-Sprache der Wasa-Volksgruppe mit ca. 309.000 Sprechern (2003) vor allem im Südwesten Ghanas. Auch im benachbarten Südosten der Elfenbeinküste wird örtlich Wasa gesprochen.
Anerkannte Dialekte des Wasa sind Amenfi und Fianse. 
Eine gewisse Verständlichkeit besteht mit Abron.